# Sarai-ya Goyō
Sarai-ya Goyō (яп. さらい屋五葉, англ. House of Five Leaves, укр. Клан п'яти листків) — манґа, написана і ілюстрована Нацуме Оно. Публікувалася в журналі «Shogakukan Ikki» з 2006 по 2010 рік і була об'єднана в 8 танкобонів. Манґа була екранізована студією Manglobe. Дванадцятисерійний аніме-серіал демонструвався з квітня до липня 2010 року на телеканалі Fuji TV у програмному блоці noitaminA.

## Сюжет
Ронін Акіцу Масаноске, досвідчений мечник, через особливості свого характеру змушений залишити постійну службу у знатного господаря. Будучи у розпачі та не маючи шматка хліба, він починає працювати на Яічі, харизматичного лідера банди під назвою «П'ять листків». Хоч дії банди Масаноске не до смаку, та з часом він починає розуміти, що мотиви Яічі не такі, якими здаються на перший погляд. Та, незважаючи нае недобре передчуття, він дедалі глибше занурюється в світ «П'яти листків» та дедалі сильніше стає зачарованим цими підступними і таємничими злочинцями.

## Персонажі
- Акіцу Масаноске (яп. 秋津 政之助)

Досвідчений мечник, виходець зі знатної родини. Залишив рідні місця, відчуваючи, що йому там немає місця. Він дуже сором'язливий і, незважаючи на його неймовірний талант, його часто звільняють. Він працює з «П'ятьма Листями» після того, як Яіті на час найняв його охоронцем, і побоюється нелегальної діяльності групи, яка полягає у викраденні людей з метою отримання викупу. Йому подобається безтурботна особистість Яіті і він продовжує працювати з П'ятьма Листями в надії навчитися більшого в нього. Проявляє велику цікавість до темного минулого свого лідера. З часом, працюючи в П'яти Листах, Масаноске стає більш зрілою людиною.
- Яіті (яп. 弥)

Харизматичний лідер П'яти Листків. Загадкова людина, неохоче говорить про своє минуле. Живе в місцевому борделі, захищаючи жінок, які працюють там, і попутно фліртує з ними. Його легко впізнати через  волосся світлого кольору і смагляву шкіру. Часто курить трубку.
- Мацукіті (яп. 松吉)

Був самотнім розбійником до того, як став учасником П'яти листків. У П'яти Листках він виконує роль шпигуна і збирає інформацію про їхні цілі. Він робить прикраси для волосся, щоб заробити грошей поза «П'ятьма Листками».
- Умедзу (яп. 梅造)

Власник таверни, в якій учасники «П'яти Листків» зустрічаються і обговорюють їхні плани.
- Отаке (яп. おたけ)

Отаке працювала в борделі до того, як Яіті викупив її звідти. Після цього вона почала працювати з ним і сформувала угруповання «П'яти Листків», якому вона також дала ім'я.

## Медіа

### Манґа
Манґа Sarai-ya Goyō, написана та ілюстрована Нацуме Оно, виходила у журналі сейнен-манґи Monthly Ikki видавництва Shogakukan з 25 листопада 2005 по 24 липня 2010. Окремі розділи манґи були зібрані у вісім танкобонів і видані на імпринті Ikki Comix у період з 28 липня 2006 по 30 вересня 2010.

#### Список томів
| № | Дата виходу       | ISBN                                               |
| - | ----------------- | -------------------------------------------------- |
| 1 | 28 липня 2006     | ISBN 978-4-09-188326-1                             |
| 2 | 28 лютого 2007    | ISBN 978-4-09-188352-0                             |
| 3 | 30 серпня 2007    | ISBN 978-4-09-188370-4                             |
| 4 | 26 квітня 2008    | ISBN 978-4-09-188415-2                             |
| 5 | 28 листопада 2008 | ISBN 978-4-09-188428-2                             |
| 6 | 30 квітня 2009    | ISBN 978-4-09-188464-0                             |
| 7 | 25 лютого 2010    | ISBN 978-4-09-188499-2 ISBN 978-4-09-159072-5 (СВ) |
| 8 | 30 вересня 2010   | ISBN 978-4-09-188529-6                             |

## Сприйняття
Підрозділ YALSA Американської бібліотечної асоціації включив манґу Sarai-ya Goyō у свій список «Найкращі графічні романи для підлітків 2011».